# Finnische Billie-Jean-King-Cup-Mannschaft
Die finnische Billie-Jean-King-Cup-Mannschaft ist die Tennisnationalmannschaft von Finnland, die im Billie Jean King Cup eingesetzt wird. Der Billie Jean King Cup (bis 1995 Federation Cup, 1996 bis 2020 Fed Cup) ist der wichtigste Wettbewerb für Nationalmannschaften im Damentennis, analog dem Davis Cup bei den Herren.

## Geschichte
1968 nahm Finnland erstmals am Billie Jean King Cup teil. Das bisher beste Ergebnis wurde 1993 mit dem Erreichen des Viertelfinales erzielt.

## Teamchefs (unvollständig)
- Ville Liukko, bis 2009
- Katriina Saarinen, 2010–2013
- Emma Laine, 2014–2015, 2017
- Tero Vilen, 2016

## Spielerinnen
- Anne Aallonen
- Hanna-Katri Aalto
- Marianna Ansio
- Carina Bjornstrom
- Nanne Dahlman
- Elina Durchman
- Cecilia Estlander
- Maria Fagerstrom
- Anne Happonen
- Emma-Sofia Helisten
- Laura Hietaranta
- Johanna Hyoty
- Linda Jansson
- Marianna Keranan
- Katja Kokko
- Emma Laine
- Essi Laine
- Helena Laitinen
- Kirsi Lampinen
- Ella Leivo
- Birgitta Lindstrom
- Christina Lindstrom
- Laura Mannisto
- Leena Mutanen
- Maarit Nieminen
- Pirjo Ojala
- Oona Orpana
- Milka-Emilia Pasanen
- Laila Pirila
- Petra Puheloinen
- Minna Rautajoki
- Katrina Saarinen
- Saana Saarteinen
- Heini Salonen
- Piia Suomalainen
- Maija Suonpaa
- Petra Thoren
- Roosa Timonen
- Katariina Tuohimaa
- Tanja Tuomi